# Pierzchały (Przasnysz)
Pour les articles homonymes, voir Pierzchały.
Pierzchały (prononciation : [pjɛʂˈxawɨ]) est un village polonais de la gmina de Czernice Borowe dans le powiat de Przasnysz de la voïvodie de Mazovie dans le centre-est de la Pologne.
Le village compte approximativement une population de 30 habitants.

## Histoire
De 1975 à 1998, le village appartenait administrativement à la voïvodie de Ciechanów.